# 阿班尼宗
7°4′N 1°58′E / 7.067°N 1.967°E
阿班尼宗（法語：Agbangnizoun），是貝寧的城鎮，位於該國中南部，由祖省負責管轄，面積65平方公里，海拔高度117米，主要農產品有玉米、棉花、高粱、豇豆、花生、木薯和馬鈴薯，2013年人口72,549，人口密度每平方公里1,116人。